# カルロス・ベルトラン
カルロス・イバン・ベルトラン（Carlos Ivan Beltrán, 1977年4月24日 - ）は、プエルトリコのマナティ出身の元プロ野球選手（外野手）。右投両打。
2000年代のMLBを代表する5ツールプレイヤーとして知られる。ESPNや『スポーツ・イラストレイテッド』から2000年代10年間の "All-Decade team" 中堅手部門に選出されている。スイッチヒッターとして成功した数少ない選手の1人である。

## 経歴

### プロ入り前
4人兄妹の次男で、上に兄が、下に2人の妹（双生児）がいる。野球を始めたのは5歳頃。子供の頃は兄と共にアンディ・バンスライクのファンだったが、プエルトリコ出身のバーニー・ウィリアムスがウィンターリーグで活躍するのを目の当たりにし、次第に2人ともウィリアムスに憧れを抱くようになっていった。ベルトランはウィリアムスについて「走攻守のすべてを兼ね備えていて、いつでも真摯な態度でゲームに臨む。ベースボールを尊敬していて、そして愛している。そんな彼こそが僕にとっては最大限の尊敬に値する」と話している。当時住んでいた家が「家というよりは小屋と呼んだ方がいいかもしれない。6人家族が住むには小さすぎる家だった」と語るベルトランは、メジャーリーガーになって両親に立派な家をプレゼントするという夢を持つようになった。
高校入学後、15歳で遊撃手から中堅手へ転向したベルトランは、スカウトからも注目される選手になっていく。また野球以外にバレーボールでも活躍していたが、17歳のときに父親から「バレーボールもなかなかだが、野球で大金を稼げる才能を授かったな」と言われてからは、野球一本に絞っている。MLBのトライアウトに20回以上参加したベルトランは、複数のスカウトからドラフト1巡目レベルとの高評価を受けた。

### プロ入りとロイヤルズ時代
1995年のMLBドラフト直前、腰の筋肉を痛めたという情報が漏れたため、結局ドラフトではカンザスシティ・ロイヤルズからの2巡目（全体49位）指名となった。
6月5日にロイヤルズと契約したベルトランはマイナーリーグ最下層のルーキー級に配属されることになり、故郷プエルトリコを離れアメリカ合衆国本土のフロリダ州へと向かう。ガルフ・コーストリーグでプロデビューした1年目は52試合で打率.278を記録。ただ、シャイな性格の持ち主であることや言葉が通じないことなどから、ホームシックにかかった。後に彼の妻となるジェシカによると、プエルトリコにいたときは無口だったベルトランが本土へ行ってからは彼女に毎日、それも「1日に20回はあったかと思ってしまうくらい」電話をかけるようになったという。シーズン終了後プエルトリコに戻り、ウィンターリーグに参加。そこで憧れのバーニー・ウィリアムスと出会う。ウィリアムスはベルトランに「実力はあるんだから、努力を怠るなよ」とアドバイスした。
1996年に右打ちからスイッチヒッターへ転向。「このままではいけないな」と考えてのことだったが、「タイミングを狂わされないようにするというのが難しかった」と振り返るように左打席で苦しんだシーズンとなり、シーズン終了後はプエルトリコでも左打席での打撃を特訓する。
1997年、A+級ウィルミントン・ブルーロックスで11本塁打のうち10本を左打席から放ち、スイッチヒッターとして成長を見せた。また、守備については広い守備範囲と強肩が高く評価されている。
1998年にはシーズン途中でA+級ウィルミントンからAA級ウィチタ・ラングラーズに昇格。2クラス合計で99試合に出場し、打率.313、19本塁打、76打点、18盗塁、OPS.948という好成績を残した。マイナーリーグのシーズンが終了した9月に飛び級でメジャーリーグへ昇格した。
1998年9月14日、本拠地カウフマン・スタジアムでのオークランド・アスレチックス戦でメジャーデビュー。7回表、ラリー・サットンに代わって中堅手の守備に就き、その裏のメジャー初打席ではバディ・グルームから初安打となる内野安打を放った。その1週間後の21日の試合では1試合2三塁打を放つなど、この年は14試合に出場した。この年の活躍により評価が上昇した。
1999年シーズン開幕前には『ベースボール・アメリカ』が発表した若手有望株ランキングで14位に入った。スプリングトレーニング期間中には監督のトニー・ミューサーがベルトランに「1番・中堅手」の定位置を確約。その通りに開幕戦に先発出場したベルトランは4月の1か月間で20試合に出場し、打率.307を記録した。その後も勢いは衰えず、前半戦終了時点で打率.302、12本塁打、59打点、13盗塁を記録すると、後半戦からは主に3番を打っていたジョニー・デイモンと打順が入れ替わり、ベルトランが3番打者を任されるようになる。シーズンを通しての成績は、打率.293、22本塁打、108打点、27盗塁。打点とともに得点でも100を超えた（112）が、これは新人としては1975年のフレッド・リン以来のことであった。シーズン終了後、ジェシカと結婚。その3日後、ベルトランの元にアメリカンリーグ新人王受賞の知らせが届いた。
2000年、背番号を過去2年つけていた36から15へ変更してシーズンに臨んだ。これは妻の誕生日が12月15日であることに由来する。打撃では変化球で外角を突く相手の攻めに対応することができず不振に。更に、8月には膝の打撲で故障者リスト入りするも、フロリダ州の球団施設でリハビリするよう求められながらこれを拒否したため、チームから出場停止処分を受けた。成績は98試合の出場で打率.247・OPS.675と低迷。
2001年、ロイヤルズは外野のレギュラーだったデイモンをアスレチックスへトレードで放出したため、ベルトランの責任は大きくなる。この年は怪我もなくシーズンを過ごし155試合に出場。打率.306、24本塁打、101打点、31盗塁と、前年の不調から脱却した。この頃から「手応えを感じるようになった」と本人は言う。
2002年は全162試合に出場し、2年連続の20本塁打・100打点・30盗塁超え。シーズン後の12月にはロイヤルズが3年2500万ドルでの契約延長をオファーするもベルトラン側は拒否。チームはここ2年連続で30以上の負け越しという低迷期にあり、ベルトランはあと2年でFAとなる状況から、トレードの可能性が高まっていった。
2003年はシーズン開幕から14試合を怪我で欠場するも、復帰後は141試合で打率.307、26本塁打、100打点、41盗塁を記録。打率とOPS（.911）、更に盗塁数で自己最多の成績を残し、シーズン終了後のMVP投票では9位に入った。8月9日のタンパベイ・デビルレイズ戦でランス・カーターから通算100本塁打を達成。
2004年1月、チームとの年俸調停を回避して1年900万ドルで同年の契約を結び、FA権取得前最後のシーズンを迎える。

### アストロズ時代
2004年6月24日にヒューストン・アストロズ、オークランド・アスレチックスとの三角トレードでアストロズへ移籍した。2番打者としてビジオ（Biggio）、ベルトラン（Beltran）、バークマン（Berkman）、バグウェル（Bagwell）の4人からなる上位打線、通称「キラー・ビーズ」（Killer B's）の一翼を担った。オールスターに初めて選出され、90試合で70得点、23本塁打、28盗塁（失敗はなし）という活躍でアストロズのポストシーズン進出の立役者となった。最終的なシーズン成績は打率.267、38本塁打、104打点、42盗塁で初の30本塁打・30盗塁を達成し、ポストシーズンでもその勢いは衰えず、5試合連続本塁打・合計8本塁打のMLB記録を作った（8本は2002年のバリー・ボンズに並び、5試合連続は後の2015年にダニエル・マーフィーによって更新された）。
オフの10月24日にFAとなった。ベルトランの代理人スコット・ボラスはアストロズが提示した7年総額1億ドルを拒否し、12月21日にニューヨーク・メッツとの交渉で7年総額1億1900万ドルを提示したため、ヤンキースは獲得に消極的となった。

### メッツ時代

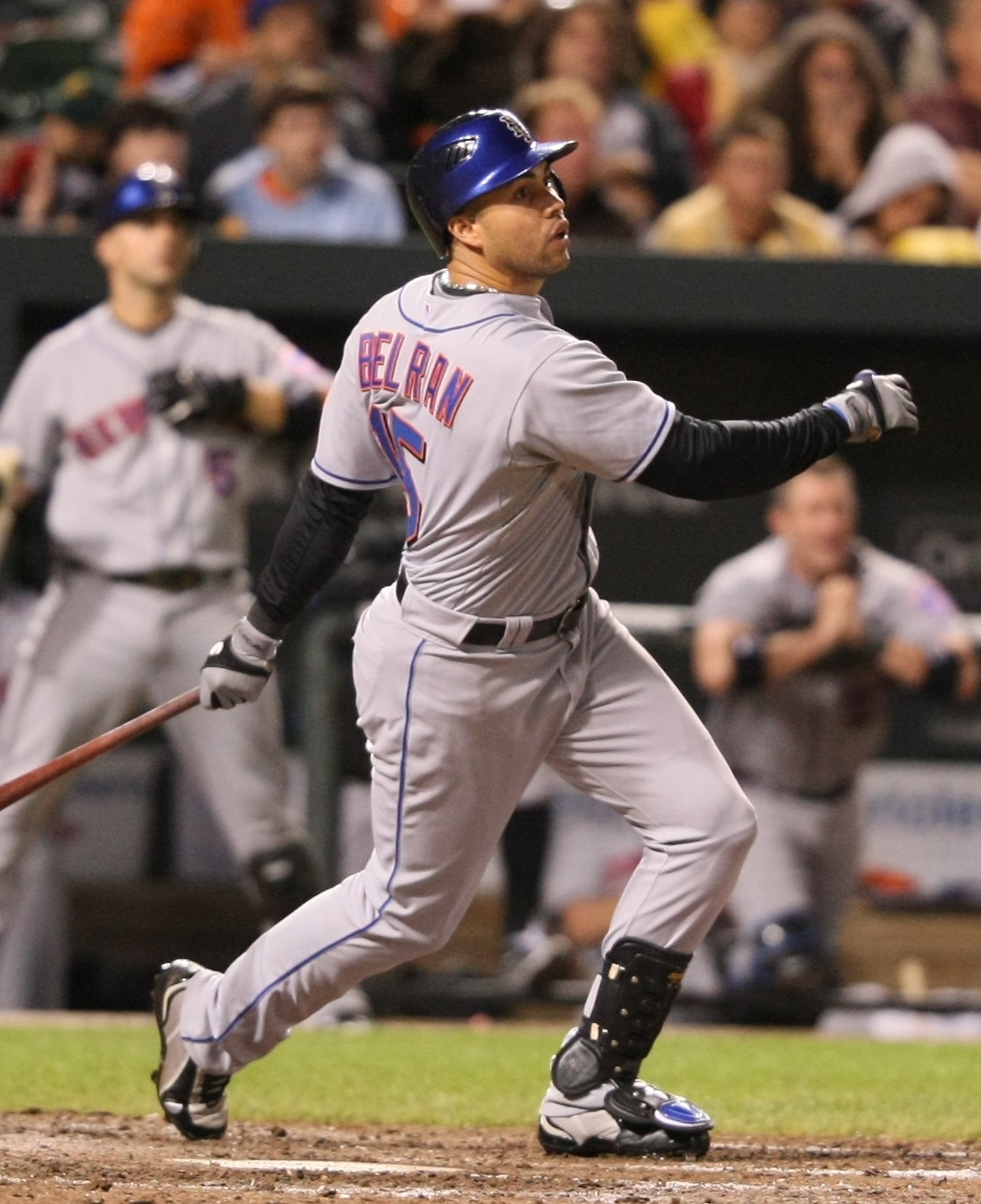
ニューヨーク・メッツ時代
（2009年6月17日）

2005年1月13日にニューヨーク・メッツと7年総額1億1900万ドルの契約を結んだ。1億ドル以上の契約はMLB史上10人目、メッツでは初の選手となった。
2005年8月11日の7回裏の守備で、デビッド・ロスの右中間への浅い打球を追って、右翼手のマイク・キャメロンと衝突し、左頬骨を骨折するなどで打率.266、16本塁打、78打点、17盗塁と不振に陥った。
2006年開幕前の3月に開催された第1回ワールド・ベースボール・クラシック（WBC）のプエルトリコ代表に選出された。
レギュラーシーズンは前年に比べ、選球眼がよくなり、より速球を打つようになった。7月にはメジャー史上9人目の2試合連続を含む3本の満塁本塁打を記録した。8月26日のフィラデルフィア・フィリーズ戦でジョン・リーバーから通算200本塁打を達成。自己最多となる41本塁打、116打点を記録した。本塁打は当時の球団タイ記録となり、デビッド・ライト、同郷のカルロス・デルガドらも100打点を記録し、チームは18年ぶりに地区優勝し、ベルトランは初めてシルバースラッガー賞とゴールドグラブ賞を受賞した。MVPの投票ではライアン・ハワード、アルバート・プホルス、ランス・バークマンに次ぐ4位に入った。セントルイス・カージナルスとのリーグチャンピオンシップシリーズでは第7戦の9回裏二死満塁・スコア1-3の場面でアダム・ウェインライトを相手に見逃し三振でシーズンを終えてしまった。
2007年は中堅手としてMLB最多の33本塁打、112打点を記録し、ダリル・ストロベリー、マイク・ピアッツァに次ぐ球団史上3人目となる2年連続で30本塁打・100打点を達成した。その一方でチームはシーズン終盤の失速でプレーオフ進出を逃し、フィラデルフィア・フィリーズが地区優勝となった。
2008年開幕前に「ウチがナ・リーグ東地区で最高のチームだ」と宣言し、注目を集めた。前年に同じような発言をフィリーズのジミー・ロリンズがしているが、ロリンズは地区優勝に導き、MVPに選出された。161試合に出場し、3年連続で110打点以上を記録。2006年以降、本塁打が年々減少してきているが、161試合に出場したこともあって、安打・二塁打・三塁打・盗塁・打率・敬遠など、多くの部門でメッツ移籍後最高の数値を記録した。しかし、チームは2年連続でフィラデルフィア・フィリーズに次いで地区2位に終わり、プレーオフ進出を逃した。
2009年開幕前の3月に開催された第2回WBCのプエルトリコ代表に選出され、2大会連続2度目の選出となった。
シーズンは6月下旬に膝を故障し、故障者リストに入った。その後、9月上旬に戦列復帰を果たしたが、痛みを抱えた状態が続き、年が明けてからの2010年1月に膝の手術を受けた。この手術に関して、メッツのGMであるオマー・ミナヤは手術を許可した覚えはないとし、それに対して代理人のスコット・ボラスが報告する必要性はなかったとした為、チーム側とベルトラン側でいざこざとなった。
2010年は1月に受けた手術の回復状況を待ち、6月24日からマイナーリーグの試合に出場し、オールスターゲーム明けの7月15日にメジャーに復帰した。最終的には64試合の出場にとどまり、打率.255、7本塁打、27打点、3盗塁はいずれもメッツ移籍後で最低の数字だった。
2011年は7年契約の最終年となり、ロースター枠を空ける必要性が出てきた際は契約解除になりかねず、活躍した場合でも優勝争いをしているチームにトレードされる可能性があるなど、メッツに残留する可能性はゼロとする見方もあった。この年から守備位置が中堅手から右翼手へ変更された。

### ジャイアンツ時代

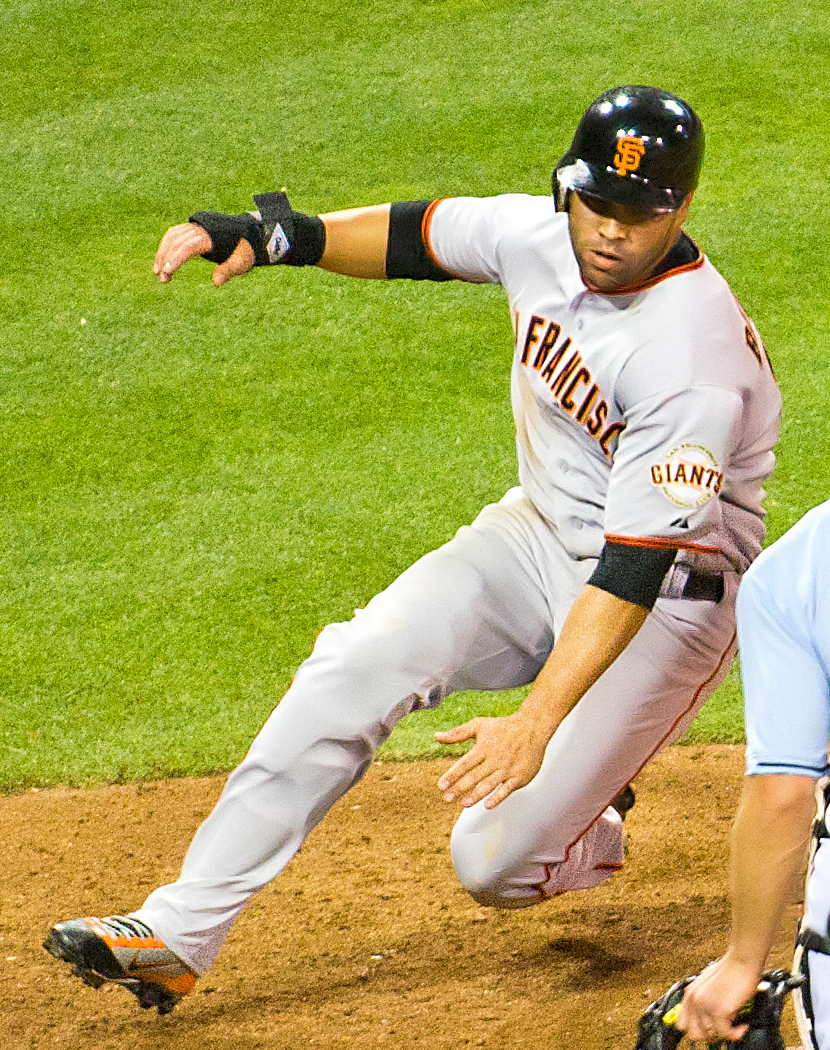
サンフランシスコ・ジャイアンツ時代
（2011年9月6日）

2011年7月28日、ザック・ウィーラーとのトレードでサンフランシスコ・ジャイアンツへ移籍した。9月14日のサンディエゴ・パドレス戦では本拠地AT&Tパーク名物の「スプラッシュヒット」をマット・レイトスから自身通算300本塁打として打って見せた。ジャイアンツ移籍後44試合で打率.323、7本塁打、18打点と活躍したもののプレーオフ進出をあと一歩のところで逃した。シーズン終了後の10月31日にFAとなった。再びヤンキース入りの可能性が報じられたが、この時はニック・スウィッシャーとのオプションが残っていたこと、手術した脚の状態が懸念されたことから、ヤンキースが獲得に必ずしも積極的でなかったとされる。11月3日には代理人をスコット・ボラスからダン・ロザノへ変更した。

### カージナルス時代

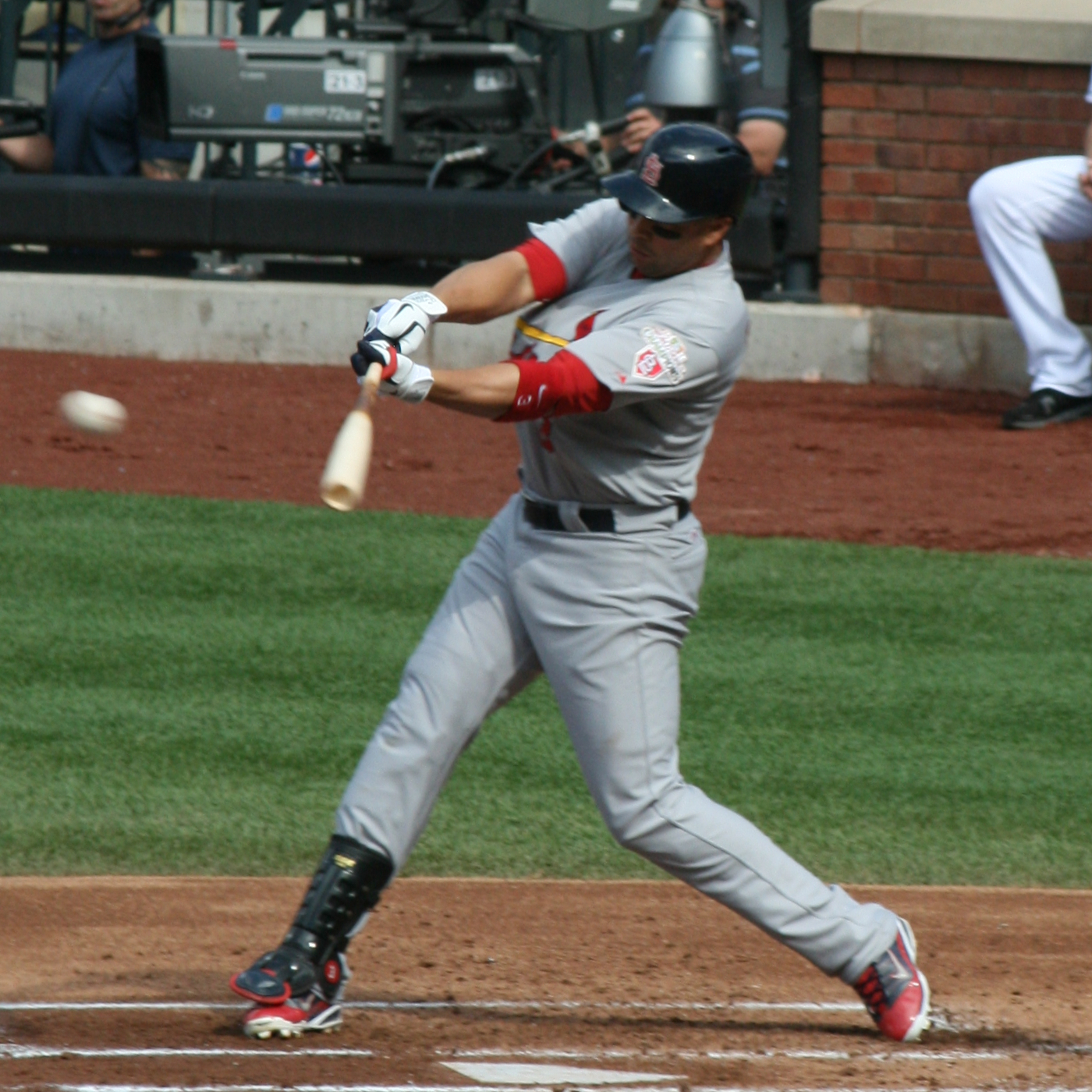
セントルイス・カージナルス時代
（2012年6月2日）

2011年12月23日にセントルイス・カージナルスに2年総額2600万ドルの契約で加入した。
2012年は打率が落ちたものの、32本塁打と5年ぶりに30本塁打を超えた。また6月15日に300盗塁に到達、スイッチヒッター史上初の300本&300盗塁を達成した。7月22日のシカゴ・カブス戦の7回裏に1イニング7二塁打のMLBタイ記録に貢献した。
2013年開幕前の3月に開催された第3回WBCのプエルトリコ代表に選出され、3大会連続3度目の選出を果たした。リーグチャンピオンシップシリーズ初戦では延長13回裏にサヨナラ安打で貢献。初めてのワールドシリーズでは主に2番打者として打率.294、3打点と悪くなかったが、優勝には届かなかった。10月31日にFAとなり、11月9日にカージナルスが提示した1年1410万ドルのクオリファイング・オファーを拒否すると、ヤンキース、レッドソックス、オリオールズ、古巣ロイヤルズなど多くの球団が興味を示した。

### ヤンキース時代

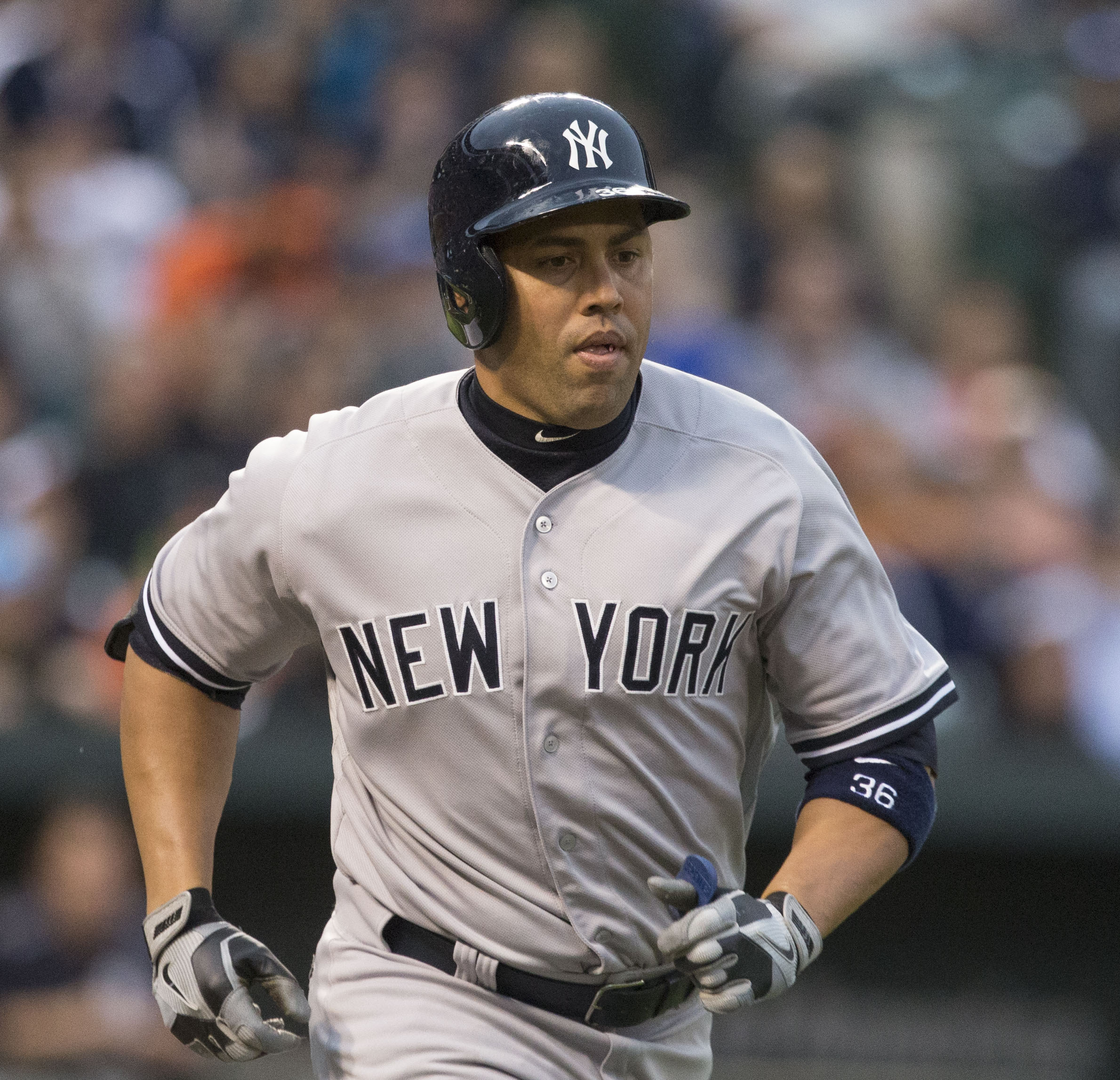
ニューヨーク・ヤンキース時代
（2015年4月15日）

2013年12月6日にニューヨーク・ヤンキースと3年総額4500万ドルで契約に合意し、12月19日に球団が発表した。12月20日にヤンキー・スタジアムで入団会見を行った。
2014年は開幕ロースター入りしたが、5月13日に右肘を故障し、15日に15日間の故障者リスト入りした。結局、故障の影響もあって109試合の出場に終わり、打率.233、15本塁打、49打点という低調な成績に終わった。また、打撃だけでなく守備・走塁面でも高齢化による衰えが見えた。守備に就いたのはわずか32試合だった。
2015年、前年よりは復調して133試合に出場、2年ぶりに規定打席到達を果たした。打撃面では34二塁打、19本塁打を放って.800超のOPSを記録。しかし盗塁は、メジャー18年目にして初めて0だった。また守備でも、123試合で右翼手を守ったものの守備率.983（3失策）、DRS-14に終わった。
2016年5月15日のシカゴ・ホワイトソックス戦でザック・デュークから通算400本塁打を達成（スイッチヒッターとしては史上4人目）。6月は月間打率.366・7本塁打・22打点・OPS 1.081を記録し、好調を維持。不振のヤンキース打撃陣の中で、99試合の出場で打率.304、22本塁打、64打点、OPS.890とチーム内で打撃三冠王だった。

### レンジャーズ時代

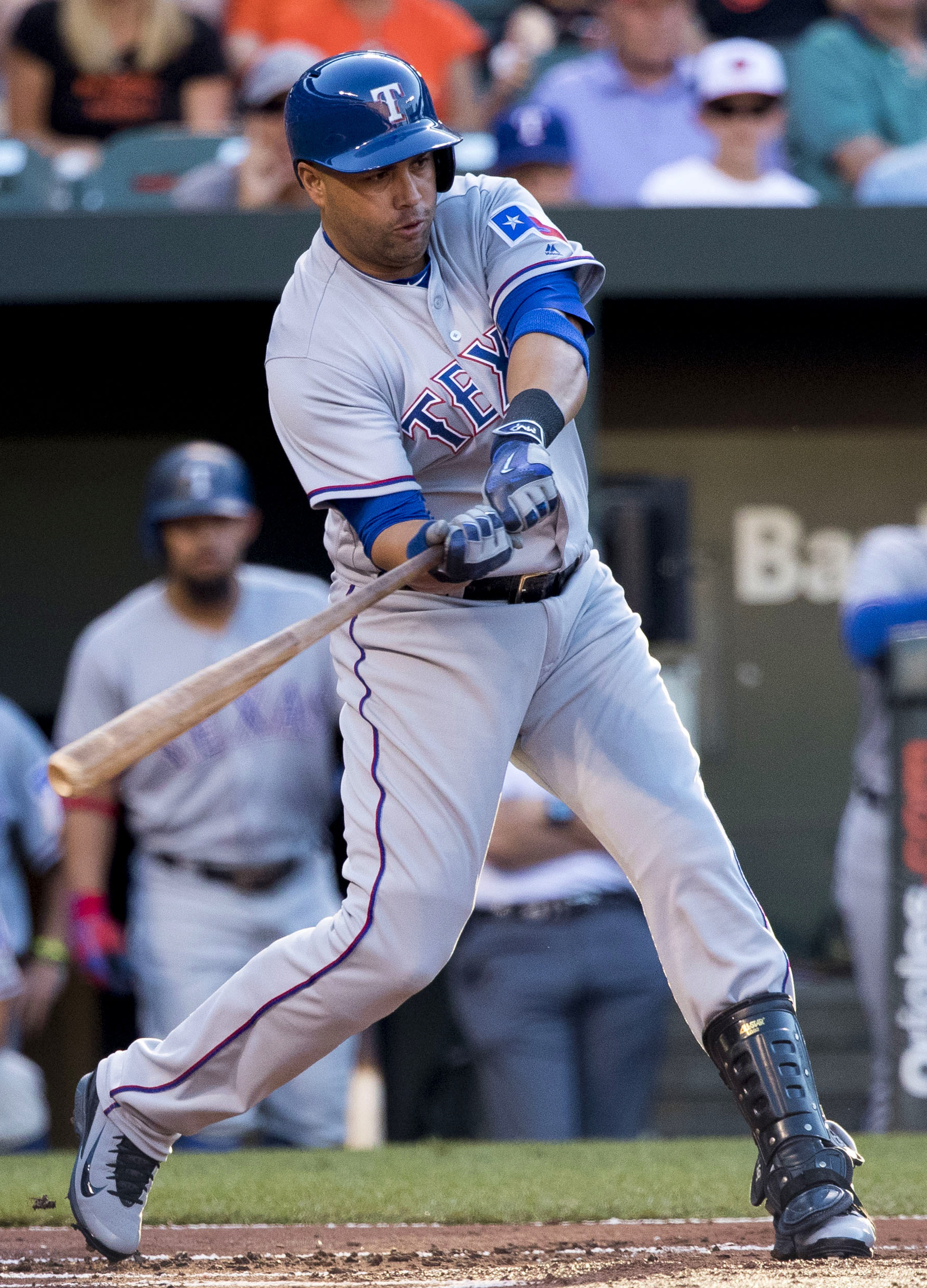
テキサス・レンジャーズ時代
（2016年8月4日）

2016年8月1日のトレード期限最終日にマイナー3選手との交換でテキサス・レンジャーズへ移籍した。レンジャーズ加入後は指名打者で起用される割合が増え、52試合の出場で打率.280、7本塁打、29打点という成績を記録。ヤンキースとの合算では、151試合で打率.295、29本塁打、93打点、OPS.850という好成績を残した。なお同年、通算2500安打・1500得点・400本塁打・1500打点など、節目の記録を次々に達成した。オフにFAとなった。

### アストロズ復帰
2016年12月3日、アストロズと1年1600万ドルで契約に合意した。オフの12月5日に第4回WBCのプエルトリコ代表に選出され、4大会連続4度目の選出を果たした。
2017年開幕前に選出されていた第4回WBCに参加。4大会連続で参加したMLB選手は6人だけだった。3月22日の決勝アメリカ合衆国戦に敗戦し、2大会連続で準優勝となった。7試合に出場して打率.435（23打数10安打）、5打点で大会最優秀指名打者となった。シーズンではほとんどが指名打者での出場となり、129試合の出場で打率.231、14本塁打、51打点を記録。7月17日にはほとんど守備に就かないベルトランのグラブを葬る儀式が話題となり、本拠地・ミニッツメイド・パークの「タルの丘」がなくなった中堅手の守備に就くことは実現しなかった。ベルトランが最年長として若手や中南米出身選手などをまとめ、チームは地区首位を独走してプレーオフに進出した。自身2度目となったワールドシリーズでは大活躍こそなかったものの、初めての優勝を果たした。オフの11月2日にFAとなり、11月13日に現役引退を表明した。

### 引退後
引退発表の同月にはヤンキースの新監督候補としての面接を受けたことが報じられたものの、就任は叶わなかった。2023年のアメリカ野球殿堂表彰への被投票資格を得る見込み。2018年12月19日に古巣ヤンキースのGMアドバイザーに就任することが発表された。
2019年11月1日にニューヨーク・メッツの監督に就任したが、現役時代の2017年シーズンにアストロズのサイン盗み問題を主謀していたことが明らかになったため、一度もチームを指揮することなく2020年1月16日に退任した。ベルトランは「メッツが私に機会を与えてくれたことには感謝している。この決定が双方にとって最善という意見に同意した」とコメントした。

## 人物
- MLBを目指すにあたっての夢は故郷で一戸建ての家を買い両親にプレゼントすることであり、2002年のシーズンオフにこれを叶えた。両親は最初、その住宅はベルトランと妻が住むためのものだと思って庭造りや家具選びなどを手伝っていたため、新居のお披露目パーティーでベルトランから「この家は僕からのプレゼントだから、今日から住んでほしい」と打ち明けられ涙を流した[4]。
- 故郷のプエルトリコのマナティに高等学校を建設した。野球選手を育成するのが目的で、学業と共に野球にも重点を置いた教育方針である。このようなスポーツや教育を通じて若者を支援する基金を創設し、故郷に野球アカデミーを開いたことが評価され、2013年にロベルト・クレメンテ賞を受賞[66]。
- 2017年9月23日、ハリケーン・マリアの被害を受けた故郷のプエルトリコに対して100万ドルを寄付した[67]。
- 2017年のワールドシリーズ第3戦でチームメイトのユリエスキ・グリエルが相手投手のダルビッシュ有に対して人種差別行為を取ったが、その後グリエルと直接話すだけでなく、ダルビッシュに連絡を取って間を取り持った[68]。

## 選手としての特徴
メジャー2年目の1999年には当時のロイヤルズのアート・スチュワートGM補佐は5ツールプレイヤーとして評価しており、球団内部ではエイモス・オーティスの再来と期待された。その後メジャー有数の5ツールプレイヤーと言われるようになり、走攻守全てで高い能力を持っている。特に走塁面では投手の動作を読む能力がすぐれており、一歩目の加速が素早い。盗塁成功率は86.4%（200盗塁以上では最高）と驚異的な成績を残している。その結果、スイッチヒッターとしては史上初の300-300クラブ入りを果たした。
脚力を生かした中堅手の守備でも広い守備範囲を誇り、加えてMLB最高クラスの強肩も持ち合わせていて送球も非常に正確であった。2006年には初のゴールドグラブ賞を受賞した。打撃面ではバットスピードが非常に速くスイッチヒッターとしては珍しく、両打席で高めの球にうまく対処できた。

## 詳細情報

### 年度別打撃成績
| 年 度     | 球 団     | 試 合 | 打 席 | 打 数 | 得 点 | 安 打 | 二 塁 打 | 三 塁 打 | 本 塁 打 | 塁 打 | 打 点 | 盗 塁 | 盗 塁 死 | 犠 打 | 犠 飛 | 四 球 | 敬 遠 | 死 球 | 三 振 | 併 殺 打 | 打 率 | 出 塁 率 | 長 打 率 | O P S |
| --------- | --------- | ----- | ----- | ----- | ----- | ----- | -------- | -------- | -------- | ----- | ----- | ----- | -------- | ----- | ----- | ----- | ----- | ----- | ----- | -------- | ----- | -------- | -------- | ----- |
| 1998      | KC        | 14    | 63    | 58    | 12    | 16    | 5        | 3        | 0        | 27    | 7     | 3     | 0        | 0     | 1     | 3     | 0     | 1     | 12    | 2        | .276  | .317     | .466     | .783  |
| 1999      | KC        | 156   | 723   | 663   | 112   | 194   | 27       | 7        | 22       | 301   | 108   | 27    | 8        | 0     | 10    | 46    | 2     | 4     | 123   | 17       | .293  | .337     | .454     | .791  |
| 2000      | KC        | 98    | 413   | 372   | 49    | 92    | 15       | 4        | 7        | 136   | 44    | 13    | 0        | 2     | 4     | 35    | 2     | 0     | 69    | 12       | .247  | .309     | .366     | .675  |
| 2001      | KC        | 155   | 680   | 617   | 106   | 189   | 32       | 12       | 24       | 317   | 101   | 31    | 1        | 1     | 5     | 52    | 2     | 5     | 120   | 7        | .306  | .362     | .514     | .876  |
| 2002      | KC        | 162   | 722   | 637   | 114   | 174   | 44       | 7        | 29       | 319   | 105   | 35    | 7        | 3     | 7     | 71    | 1     | 4     | 135   | 12       | .273  | .346     | .501     | .847  |
| 2003      | KC        | 141   | 602   | 521   | 102   | 160   | 14       | 10       | 26       | 272   | 100   | 41    | 4        | 0     | 7     | 72    | 4     | 2     | 81    | 8        | .307  | .389     | .522     | .911  |
| 2004      | KC        | 69    | 309   | 266   | 51    | 74    | 19       | 2        | 15       | 142   | 51    | 14    | 3        | 1     | 3     | 37    | 7     | 2     | 44    | 4        | .278  | .367     | .534     | .901  |
| 2004      | HOU       | 90    | 399   | 333   | 70    | 86    | 17       | 7        | 23       | 186   | 53    | 28    | 0        | 2     | 4     | 55    | 3     | 5     | 57    | 4        | .258  | .368     | .559     | .927  |
| '04計     | HOU       | 159   | 708   | 599   | 121   | 160   | 36       | 9        | 38       | 328   | 104   | 42    | 3        | 3     | 7     | 92    | 10    | 7     | 101   | 8        | .267  | .367     | .548     | .915  |
| 2005      | NYM       | 151   | 650   | 582   | 83    | 155   | 34       | 2        | 16       | 241   | 78    | 17    | 6        | 4     | 6     | 56    | 5     | 2     | 96    | 9        | .266  | .330     | .414     | .744  |
| 2006      | NYM       | 140   | 617   | 510   | 127   | 140   | 38       | 1        | 41       | 303   | 116   | 18    | 3        | 1     | 7     | 95    | 6     | 4     | 99    | 6        | .275  | .388     | .594     | .982  |
| 2007      | NYM       | 144   | 636   | 554   | 93    | 153   | 33       | 3        | 33       | 291   | 112   | 23    | 2        | 1     | 10    | 69    | 10    | 2     | 111   | 8        | .276  | .353     | .525     | .878  |
| 2008      | NYM       | 161   | 706   | 606   | 116   | 172   | 40       | 5        | 27       | 303   | 112   | 25    | 3        | 1     | 6     | 92    | 13    | 1     | 96    | 11       | .284  | .376     | .500     | .876  |
| 2009      | NYM       | 81    | 357   | 308   | 50    | 100   | 22       | 1        | 10       | 154   | 48    | 11    | 1        | 0     | 1     | 47    | 1     | 9     | 43    | 9        | .325  | .415     | .500     | .915  |
| 2010      | NYM       | 64    | 255   | 220   | 21    | 56    | 11       | 3        | 7        | 94    | 27    | 3     | 1        | 0     | 4     | 30    | 5     | 1     | 39    | 4        | .255  | .341     | .427     | .768  |
| 2011      | NYM       | 98    | 419   | 353   | 61    | 102   | 30       | 2        | 15       | 181   | 66    | 3     | 0        | 0     | 4     | 60    | 6     | 2     | 61    | 9        | .289  | .391     | .513     | .904  |
| 2011      | SF        | 44    | 179   | 167   | 17    | 54    | 9        | 4        | 7        | 92    | 18    | 1     | 2        | 0     | 0     | 11    | 1     | 1     | 27    | 9        | .323  | .369     | .551     | .920  |
| '11計     | SF        | 142   | 598   | 520   | 78    | 156   | 39       | 6        | 22       | 273   | 84    | 4     | 2        | 0     | 4     | 71    | 7     | 3     | 88    | 18       | .300  | .385     | .525     | .910  |
| 2012      | STL       | 151   | 619   | 547   | 83    | 147   | 26       | 1        | 32       | 271   | 97    | 13    | 6        | 1     | 4     | 65    | 15    | 2     | 124   | 9        | .269  | .346     | .495     | .842  |
| 2013      | STL       | 145   | 600   | 554   | 79    | 164   | 30       | 3        | 24       | 272   | 84    | 2     | 1        | 1     | 6     | 38    | 1     | 1     | 90    | 12       | .296  | .339     | .491     | .830  |
| 2014      | NYY       | 109   | 449   | 403   | 46    | 94    | 23       | 0        | 15       | 162   | 49    | 3     | 1        | 0     | 5     | 37    | 2     | 4     | 80    | 11       | .233  | .301     | .402     | .703  |
| 2015      | NYY       | 133   | 531   | 478   | 57    | 132   | 34       | 1        | 19       | 225   | 67    | 0     | 0        | 0     | 6     | 45    | 2     | 2     | 85    | 12       | .276  | .337     | .471     | .808  |
| 2016      | NYY       | 99    | 387   | 359   | 50    | 109   | 21       | 0        | 22       | 196   | 64    | 0     | 0        | 0     | 4     | 22    | 3     | 2     | 70    | 13       | .304  | .344     | .546     | .890  |
| 2016      | TEX       | 52    | 206   | 193   | 23    | 54    | 12       | 0        | 7        | 87    | 29    | 1     | 0        | 0     | 0     | 13    | 1     | 0     | 31    | 6        | .280  | .325     | .451     | .776  |
| '16計     | TEX       | 151   | 593   | 552   | 73    | 163   | 33       | 0        | 29       | 283   | 93    | 1     | 0        | 0     | 4     | 35    | 4     | 2     | 101   | 19       | .295  | .337     | .513     | .850  |
| 2017      | HOU       | 129   | 509   | 467   | 60    | 108   | 29       | 0        | 14       | 179   | 51    | 0     | 0        | 0     | 6     | 33    | 3     | 3     | 102   | 9        | .231  | .283     | .383     | .666  |
| MLB：20年 | MLB：20年 | 2586  | 11031 | 9768  | 1582  | 2725  | 565      | 78       | 435      | 4751  | 1587  | 312   | 49       | 18    | 110   | 1084  | 104   | 51    | 1795  | 203      | .279  | .350     | .486     | .837  |

- 各年度の太字はリーグ最高

### 年度別守備成績
内野守備
| 年 度 | 球 団 | 一塁（1B） | 一塁（1B） | 一塁（1B） | 一塁（1B） | 一塁（1B） | 一塁（1B） |
| 年 度 | 球 団 | 試 合      | 刺 殺      | 補 殺      | 失 策      | 併 殺      | 守 備 率   |
| ----- | ----- | ---------- | ---------- | ---------- | ---------- | ---------- | ---------- |
| 2014  | NYY   | 1          | 3          | 0          | 0          | 0          | 1.000      |
| MLB   | MLB   | 1          | 3          | 0          | 0          | 0          | 1.000      |

外野守備
| 年 度 | 球 団 | 左翼（LF） | 左翼（LF） | 左翼（LF） | 左翼（LF） | 左翼（LF） | 左翼（LF） | 中堅（CF） | 中堅（CF） | 中堅（CF） | 中堅（CF） | 中堅（CF） | 中堅（CF） | 右翼（RF） | 右翼（RF） | 右翼（RF） | 右翼（RF） | 右翼（RF） | 右翼（RF） |
| 年 度 | 球 団 | 試 合      | 刺 殺      | 補 殺      | 失 策      | 併 殺      | 守 備 率   | 試 合      | 刺 殺      | 補 殺      | 失 策      | 併 殺      | 守 備 率   | 試 合      | 刺 殺      | 補 殺      | 失 策      | 併 殺      | 守 備 率   |
| ----- | ----- | ---------- | ---------- | ---------- | ---------- | ---------- | ---------- | ---------- | ---------- | ---------- | ---------- | ---------- | ---------- | ---------- | ---------- | ---------- | ---------- | ---------- | ---------- |
| 1998  | KC    | -          | -          | -          | -          | -          | -          | 14         | 43         | 0          | 1          | 0          | .977       | -          | -          | -          | -          | -          | -          |
| 1999  | KC    | -          | -          | -          | -          | -          | -          | 154        | 395        | 16         | 12         | 2          | .972       | -          | -          | -          | -          | -          | -          |
| 2000  | KC    | 2          | 6          | 0          | 0          | 0          | 1.000      | 83         | 219        | 5          | 6          | 2          | .974       | 3          | 6          | 0          | 0          | 0          | 1.000      |
| 2001  | KC    | -          | -          | -          | -          | -          | -          | 152        | 404        | 14         | 5          | 6          | .988       | -          | -          | -          | -          | -          | -          |
| 2002  | KC    | -          | -          | -          | -          | -          | -          | 149        | 398        | 12         | 7          | 0          | .983       | -          | -          | -          | -          | -          | -          |
| 2003  | KC    | -          | -          | -          | -          | -          | -          | 130        | 371        | 10         | 5          | 3          | .987       | -          | -          | -          | -          | -          | -          |
| 2004  | KC    | -          | -          | -          | -          | -          | -          | 69         | 197        | 4          | 3          | 1          | .985       | -          | -          | -          | -          | -          | -          |
| 2004  | HOU   | -          | -          | -          | -          | -          | -          | 89         | 201        | 8          | 5          | 2          | .977       | -          | -          | -          | -          | -          | -          |
| '04計 | HOU   | -          | -          | -          | -          | -          | -          | 158        | 398        | 12         | 8          | 3          | .981       | -          | -          | -          | -          | -          | -          |
| 2005  | NYM   | -          | -          | -          | -          | -          | -          | 150        | 378        | 5          | 4          | 1          | .990       | -          | -          | -          | -          | -          | -          |
| 2006  | NYM   | -          | -          | -          | -          | -          | -          | 136        | 357        | 13         | 2          | 6          | .995       | -          | -          | -          | -          | -          | -          |
| 2007  | NYM   | -          | -          | -          | -          | -          | -          | 141        | 389        | 6          | 5          | 2          | .988       | -          | -          | -          | -          | -          | -          |
| 2008  | NYM   | -          | -          | -          | -          | -          | -          | 158        | 418        | 8          | 3          | 1          | .993       | -          | -          | -          | -          | -          | -          |
| 2009  | NYM   | -          | -          | -          | -          | -          | -          | 77         | 208        | 3          | 2          | 1          | .991       | -          | -          | -          | -          | -          | -          |
| 2010  | NYM   | -          | -          | -          | -          | -          | -          | 61         | 146        | 4          | 0          | 1          | 1.000      | -          | -          | -          | -          | -          | -          |
| 2011  | NYM   | -          | -          | -          | -          | -          | -          | -          | -          | -          | -          | -          | -          | 91         | 150        | 4          | 1          | 2          | .994       |
| 2011  | SF    | -          | -          | -          | -          | -          | -          | -          | -          | -          | -          | -          | -          | 43         | 80         | 6          | 0          | 1          | 1.000      |
| '11計 | SF    | -          | -          | -          | -          | -          | -          | -          | -          | -          | -          | -          | -          | 134        | 230        | 10         | 1          | 3          | .996       |
| 2012  | STL   | -          | -          | -          | -          | -          | -          | 9          | 11         | 0          | 0          | 0          | 1.000      | 132        | 210        | 10         | 2          | 0          | .991       |
| 2013  | STL   | -          | -          | -          | -          | -          | -          | -          | -          | -          | -          | -          | -          | 137        | 242        | 4          | 5          | 1          | .980       |
| 2014  | NYY   | -          | -          | -          | -          | -          | -          | -          | -          | -          | -          | -          | -          | 32         | 51         | 2          | 3          | 1          | .946       |
| 2015  | NYY   | -          | -          | -          | -          | -          | -          | -          | -          | -          | -          | -          | -          | 123        | 166        | 5          | 3          | 3          | .983       |
| 2016  | NYY   | -          | -          | -          | -          | -          | -          | -          | -          | -          | -          | -          | -          | 60         | 84         | 3          | 1          | 1          | .989       |
| 2016  | TEX   | -          | -          | -          | -          | -          | -          | -          | -          | -          | -          | -          | -          | 9          | 13         | 1          | 0          | 0          | 1.000      |
| '16計 | TEX   | -          | -          | -          | -          | -          | -          | -          | -          | -          | -          | -          | -          | 69         | 97         | 4          | 1          | 1          | .990       |
| 2017  | HOU   | 13         | 11         | 0          | 0          | 0          | 1.000      | -          | -          | -          | -          | -          | -          | 1          | 0          | 0          | 0          | 0          | ----       |
| MLB   | MLB   | 15         | 17         | 0          | 0          | 0          | 1.000      | 1572       | 4135       | 108        | 60         | 28         | .986       | 631        | 1002       | 35         | 15         | 9          | .986       |

- 各年度の太字はリーグ最高
- 各年度の太字年はゴールドグラブ賞受賞

### MLBポストシーズン打撃成績
| 年 度     | 球 団     | 試 合 | 打 席 | 打 数 | 得 点 | 安 打 | 二 塁 打 | 三 塁 打 | 本 塁 打 | 塁 打 | 打 点 | 盗 塁 | 盗 塁 死 | 犠 打 | 犠 飛 | 四 球 | 敬 遠 | 死 球 | 三 振 | 併 殺 打 | 打 率 | 出 塁 率 | 長 打 率 | O P S |
| --------- | --------- | ----- | ----- | ----- | ----- | ----- | -------- | -------- | -------- | ----- | ----- | ----- | -------- | ----- | ----- | ----- | ----- | ----- | ----- | -------- | ----- | -------- | -------- | ----- |
| 2004      | HOU       | 12    | 56    | 46    | 21    | 20    | 3        | 0        | 8        | 47    | 14    | 6     | 0        | 0     | 0     | 9     | 1     | 1     | 8     | 0        | .435  | .536     | 1.022    | 1.557 |
| 2006      | NYM       | 10    | 45    | 36    | 10    | 10    | 1        | 0        | 3        | 20    | 5     | 2     | 0        | 0     | 0     | 9     | 0     | 0     | 5     | 1        | .278  | .422     | .556     | .978  |
| 2012      | STL       | 12    | 50    | 42    | 8     | 15    | 6        | 0        | 3        | 30    | 6     | 3     | 0        | 0     | 1     | 7     | 0     | 0     | 5     | 1        | .357  | .440     | .714     | 1.154 |
| 2013      | STL       | 17    | 68    | 56    | 6     | 15    | 3        | 1        | 2        | 26    | 15    | 0     | 0        | 1     | 0     | 10    | 1     | 1     | 6     | 1        | .268  | .388     | .464     | .852  |
| 2015      | NYY       | 1     | 4     | 4     | 0     | 1     | 0        | 0        | 0        | 1     | 0     | 0     | 0        | 0     | 0     | 0     | 0     | 0     | 2     | 0        | .250  | .250     | .250     | .500  |
| 2016      | TEX       | 3     | 12    | 11    | 0     | 2     | 0        | 0        | 0        | 2     | 1     | 0     | 0        | 0     | 0     | 1     | 0     | 0     | 1     | 0        | .182  | .250     | .182     | .432  |
| 2017      | HOU       | 10    | 21    | 20    | 0     | 3     | 2        | 0        | 0        | 5     | 1     | 0     | 0        | 0     | 0     | 1     | 0     | 0     | 6     | 0        | .150  | .190     | .250     | .440  |
| 出場：7回 | 出場：7回 | 65    | 256   | 215   | 45    | 66    | 15       | 1        | 16       | 131   | 42    | 11    | 0        | 1     | 1     | 37    | 2     | 2     | 33    | 3        | .307  | .412     | .609     | 1.021 |

- 赤太字はポストシーズン歴代最高

### 表彰
MLB
- 新人王（1999年）
- シルバースラッガー賞（外野手部門）：2回（2006年、2007年）
- ゴールドグラブ賞（外野手部門）：3回（2006年 - 2008年）
- ロベルト・クレメンテ賞：1回（2013年）
- アメリカンリーグ 月間MVP：1回（2004年4月）
- Topps All-Star Rookie Team：1回（1999年）
- フィールディング・バイブル・アワード（中堅手部門）：2回（2006年、2008年）

国際大会
- WBC最優秀指名打者：1回（2017年）

### 記録
- オールスターゲーム選出：9回（2004年 - 2007年、2009年、2011年 - 2013年、2016年）

- ワールドシリーズ優勝：1回（2017年）
- 通算435本塁打・312盗塁（史上8人目の300-300クラブ、スイッチヒッターとしては史上唯一）
- 同一ポストシーズンでの本塁打：8（2004年）※当時のメジャー記録、バリー・ボンズ（2002年）、ネルソン・クルーズ（2011年）と並んだが、2020年にランディ・アロサレーナが10本で更新
- 同一ポストシーズンでの得点：21（2004年）※歴代1位
- ポストシーズン通算盗塁成功率：100%（その中で成功数11個は歴代1位）
- シーズン本塁打：41（2006年）※当時のニューヨーク・メッツ球団記録、トッド・ハンドリー（1996年）と並んだが、2019年にピート・アロンソが53本で更新
- シーズン得点：127（2006年）※ニューヨーク・メッツ球団記録
- シーズン30本塁打・30盗塁：1回（2004年）
- 左右打席本塁打：12回（歴代3位）
- 通算盗塁成功率：86.4%（200盗塁以上で歴代1位）
- 通算サヨナラ本塁打：6
- 通算満塁本塁打：11
- 通算ランニング本塁打：2（2002年8月4日、2003年4月29日）
- 1試合3本塁打：1回（2011年5月12日）

### 背番号
- 36（1998年 - 1999年、2014年 - 2016年）
- 15（2000年 - 2011年、2017年）
- 3（2012年 - 2013年）

### 代表歴
- 2006 ワールド・ベースボール・クラシック・プエルトリコ代表
- 2009 ワールド・ベースボール・クラシック・プエルトリコ代表
- 2013 ワールド・ベースボール・クラシック・プエルトリコ代表
- 2017 ワールド・ベースボール・クラシック・プエルトリコ代表